# Keltike
A keltike (Corydalis) a mákfélék (Papaveraceae) családjának füstikeformák (Fumarioideae) alcsaládjába tartozó Corydalis nemzetség fajainak magyar elnevezése. A nemzetség kora tavasszal virágzó, lágyszárú növényeket foglal magába. Elsősorban az északi félgömbön terjedtek el, de néhány fajuk egészen Dél-Afrikáig megtalálható.

## Fajai
A Corydalis nemzetségnek mintegy 400 faja ismert. Az alábbi lista nem teljes.
- Corydalis afghanica
- Corydalis aitchisonii
- Corydalis alpestris
- Corydalis ambigua
- Corydalis angustifolia
- Corydalis aqua-gelidae
- Corydalis arctica
- Corydalis aurea
- Corydalis batesii
- Corydalis bracteata
- Corydalis buschii
- Corydalis caseana
- Corydalis cashmeriana
- Corydalis cava
- Corydalis chaerophylla
- Corydalis cheilanthifolia
- Corydalis chionophylla
- Corydalis clavibracteata
- Corydalis claviculata
- Corydalis conorhiza
- Corydalis cornuta
- Corydalis darwasica
- Corydalis diphylla
- Corydalis elata
- Corydalis emmanuelii
- Corydalis flavula
- Corydalis flexuosa
- Corydalis glaucescens
- Corydalis gortschakovii
- Corydalis integra
- Corydalis intermedia
- Corydalis kushiroensis
- Corydalis latiflora
- Corydalis lineariloba
- Corydalis lydica
- Corydalis macrocentra
- Corydalis marschalliana
- Corydalis nariniana
- Corydalis nobilis
- Corydalis ochotensis
- Corydalis ochroleuca
- Corydalis ophiocarpa
- Corydalis oppositifolia
- Corydalis pallida
- Corydalis parnassica
- Corydalis persica
- Corydalis pinnatibracteata
- Corydalis popovii
- Corydalis pumila
- Corydalis rosea
- Corydalis rupestris
- Corydalis rutifolia
- Corydalis saxicola
- Corydalis scouleri
- Corydalis seisumsiana
- Corydalis semenovii
- Corydalis sempervirens
- Corydalis shanginii
- Corydalis sibirica
- Corydalis solida
- Corydalis stenantha
- Corydalis tomentella
- Corydalis trilobipetala
- Corydalis turtschaninovii
- Corydalis vaginans
- Corydalis verticillaris
- Corydalis vesicaria
- Corydalis wendelboi
- Corydalis wilsonii
- Corydalis yanhusuo
- Corydalis zeaensis

### Európában honos fajok
A Kárpát-medencében a következő négy faj fordul elő:
- Odvas keltike (C. cava vagy C. bulbosa)
- Ujjas keltike (C. solida)
- Bókoló keltike (C. intermedia)
- Törpe keltike (C. pumila)

Egyéb európai fajok:
- Corydalis capnoides
- Corydalis cheilanthifolia
- Corydalis ochroleuca
- Corydalis sempervirens